# Lucas López
Lucas Fabrizio López (Lomas del Mirador, Argentina; 28 de abril de 1998) es un futbolista argentino. Juega de centrocampista y su equipo actual es el Barracas Central de la Primera División, a préstamo desde Nueva Chicago.

## Trayectoria
Formado en las inferiores del Nueva Chicago, López fue promovido al primer equipo en 2019 y debutó en la Copa Argentina ante Central Córdoba el 3 de abril. Disputó su primer encuentro de la Primera B Nacional ante Quilmes.
En diciembre de 2023, tras cuatro temporadas en la B por Chicago, López fue cedido al Barracas Central de la Primera División de cara a la temporada 2023.

## Estadísticas
Actualizado al último partido disputado el 13 de febrero de 2023.
| Club                       | Div.          | Temporada     | Liga  | Liga  | Copas nacionales | Copas nacionales | Copas internacionales | Copas internacionales | Total | Total |
| Club                       | Div.          | Temporada     | Part. | Goles | Part.            | Goles            | Part.                 | Goles                 | Part. | Goles |
| -------------------------- | ------------- | ------------- | ----- | ----- | ---------------- | ---------------- | --------------------- | --------------------- | ----- | ----- |
| Nueva Chicago Argentina    | 2.ª           | 2018-19       | 2     | 0     | 1                | 0                | —                     | —                     | 3     | 0     |
| Nueva Chicago Argentina    | 2.ª           | 2019-20       | 3     | 0     | —                | —                | —                     | —                     | 3     | 0     |
| Nueva Chicago Argentina    | 2.ª           | 2021          | 14    | 0     | —                | —                | —                     | —                     | 14    | 0     |
| Nueva Chicago Argentina    | 2.ª           | 2022          | 12    | 0     | —                | —                | —                     | —                     | 12    | 0     |
| Nueva Chicago Argentina    | Total club    | Total club    | 31    | 0     | 1                | 0                | 0                     | 0                     | 32    | 0     |
| Barracas Central Argentina | 1.ª           | 2023          | 2     | 0     | —                | —                | —                     | —                     | 2     | 0     |
| Barracas Central Argentina | Total club    | Total club    | 2     | 0     | 0                | 0                | 0                     | 0                     | 2     | 0     |
| Total carrera              | Total carrera | Total carrera | 33    | 0     | 0                | 0                | 0                     | 0                     | 34    | 0     |